# Oió Leste
Oió Leste (em inglês: Oyo East) é uma Área de governo local no estado de Oió, Nigéria. Sua sede está na cidade de Coçobo.
Tem uma área de 144 km² ae uma população de 123.846 no recenseamento de 2006.
O código postal da área é 211.